# Gekijōban Fairy Tail: Hōō no Miko
Gekijōban Fairy Tail: Hōō no Miko (劇場版 FAIRY TAIL 鳳凰の巫女 Gekijō-ban Fearī Teiru: Hōō no Miko, Bản kịch trường FAIRY TAIL : Vu nữ Phượng hoàng) là bộ phim 2012 chuyển thể từ manga và anime Fairy Tail. Phim được công chiếu ở Nhật Bản vào ngày 18 tháng 8 năm 2012, và trên DVD ngày 15 tháng 2 năm 2013.

## Diễn viên
- Tetsuya Kakihara - Natsu Dragneel
- Aya Hirano - Lucy Heartfilia
- Rie Kugimiya - Happy
- Yūichi Nakamura - Gray Fullbuster
- Sayaka Ohara - Erza Scarlet
- Satomi Satō - Wendy Marvell
- Yui Horie - Carla
- Aya Endō - Eclair
- Mika Kanai - Momon
- Shinpachi Tsuji - Makarov Dreyar
- Ryōko Ono - Mirajane Strauss
- Wataru Hatano - Gajeel Redfox
- Hiroki Tōchi - Panther Lily
- Mai Nakahara - Juvia Lockser
- Eri Kitamura - Cana Alberona and Aquarius
- Hiroki Yasumoto - Elfman Strauss
- Harumi Sakurai - Lisanna Strauss
- Mariya Ise - Levy McGarden and Romeo Conbolt
- Katsuyuki Konishi - Laxus Dreyar
- Junichi Suwabe - Fried Justine and Shido
- Yoshihisa Kawahara - Bickslow
- Saori Seto - Evergreen
- Masaki Kawanabe - Macao Conbolt and Jet
- Eiji Sekiguchi - Wakaba Mine, Droy, Taurus, and Leiji
- Yoshimitsu Shimoyama - Alzack Connell
- Satomi Arai - Bisca Connell
- Yūichi Iguchi - Max Alors
- Daisuke Kageura - Warren Rocko
- Daisuke Endō - Nab Lasaro and Org
- Daisuke Kishio - Loke
- Miyuki Sawashiro - Virgo
- Hiroshi Shirokuma - Gran Doma
- Kōki Miyata - Prince Kriem
- Showtaro Morikubo - Dist
- Kōji Ishii - Cannon
- Hitomi Nabatame - Coordinator
- Kōji Yusa - Chase
- Tamio Ōki - Elder
- Hirohiko Kakegawa - Kalard
- FROGMAN - Captain and Phoenix Actor
- Hidehiko Masuda - Mayor of Dasuma
- Keisuke Okada - Geese
- Risa Yoshiki - Risa